# 폭풍의 언덕 (1992년 영화)
《폭풍의 언덕》(영어: Emily Bronte's Wuthering Heights 혹은 영어: Wuthering Heights)은 영국에서 제작된 피터 코즈민스키 감독의 1992년 드라마 영화이다. 레이프 파인스, 쥘리에트 비노슈 등이 출연하였다. 파인스의 영화 데뷔작이다. 메리 셀웨이 등이 제작에 참여하였다.

## 출연진
- 레이프 파인스
- 쥘리에트 비노슈
- 제러미 노섬
- 사이먼 셰퍼드
- 소피 워드
- 재닛 맥티어
- 제이슨 리딩턴
- 사이먼 워드
- 시네이드 오코너

## 기타 제작진
- 협력 제작: 크리스 톰프슨
- 미술: 브라이언 모리스
- 세트: 캐럴라인 코볼드
- 의상: 제임스 애치슨